# Stephan Ackermann
Stephan Ackermann (Mayen, 20 de março de 1963) é desde 2009 Bispo de Trier .

## Vida
Ackermann nasceu em Mayen e cresceu em Nickenich. Depois de se formar no Kurfürst-Salentin-Gymnasium em Andernach, estudou desde 1981 a teologia e filosofia católica em Trier e, desde 1983, na Pontifícia Universidade Gregoriana. Em 10 de outubro de 1987 Ackermann recebido pelo bispo Georg Moser em Roma o sacerdócio para a diocese de Trier. Em 1989, recebeu o licenciado em teologia na Gregoriana e posteriormente capelão até 1991 em Bad Breisig.
De 1991 a 1998, Ackermann Subregens estava no seminário de Trier e desde 1996 Domvikar na Catedral de Trier. Em 1999, tornou-se professor de chuva e professor de teologia espiritual no Centro de Treinamento Sacerdotal St. Lambert, no Condado de Lantershofen, perto de Ahrweiler . Ao mesmo tempo, ele trabalhou desde 1998 em um doutorado em dogmática , que ele em 2001 com uma dissertação sobre o assunto da igreja como pessoa. Sobre a relevância eclesiológica da compreensão pessoal-simbólica da Igreja na direção dos jesuítasFaculdade filosófica-teológica Sankt Georgen em Frankfurt am Main. Papa Bento XVI concedeu-lhe o título de capelão a Sua Santidade em novembro de 2005.
Em 14 de março de 2006, ele era Bento XVI nomeou o Bispo Titular de Sozópolis em Haemimonto e bispo auxiliar na diocese de Trier. A consagração episcopal doou-lhe o então bispo de Trier, Reinhard Marx, em 14 de maio de 2006, na Catedral de Trier; Os co- conselheiros foram o antecessor emérito de Ackermann Leo Schwarz e Felix Genn, então bispo de Essen e até 2003 também bispo auxiliar em Trier. Por ocasião de sua consagração do bispo, Ackermann escolheu o lema In lumine tuo Domine ("Em sua luz, Senhor"), que é a versão curta de um verso doO Livro dos Salmos ( Ps 36,10  EU ) é.
Em 8 de abril de 2009, o Papa Bento XVI o nomeou. a 103. Bishop de Trier. Die Amtseinführung fand am Sonntag, dem 24. Mai 2009, durch den Metropoliten der Kölner Kirchenprovinz, Joachim Kardinal Meisner, statt. A em reichskonkordat juramento prescrito para si e para o seu clero contra o governo alemão e do estado da Renânia-Palatinado ele tinha em 8 de Maio de 2009, em Mainz, quando o então primeiro-ministro Kurt Beck arquivado.

## Act
Ackermann foi presidente da Comissão alemã Justitia et Pax desde 2008 e foi confirmado em 13 de outubro de 2014 por um mandato até 2019.
Após apenas uma centena de dias no episcopado, Ackermann lançou o sacerdote sul-africano Eifel, Stefan Hippler ("O papa deve finalmente permitir o uso de preservativos!") Para uso posterior na arquidiocese da Cidade do Cabo ; A Hippler poderá permanecer na África do Sul por mais cinco anos, onde ele estará envolvido no desenvolvimento e expansão de projetos de ajuda para vítimas da AIDS - em nome do arcebispo local. Alguns interpretam esse passo como "delimitação" ou "contraposição" à Conferência Episcopal ou à liderança da igreja romana.
Em setembro de 2012, o Papa Bento XVI. Bispo Ackermann de Trier como membro do Pontifício Conselho para a Justiça e a Paz. Ackermann é membro do conselho do Instituto Litúrgico Alemão . Ele é presidente da Comissão de Liturgia na Conferência Episcopal Alemã e pertence à Comissão da Igreja Mundial .
Em 29 de junho de 2012, Dom Ackermann proclamou um sínodo diocesano que foi constituído em 13 e 14 de dezembro de 2013. Foi o primeiro sínodo na diocese de Trier por quase 50 anos.
Em fevereiro de 2014, Ackermann defendeu reformas no campo da moral sexual católica , de acordo com os resultados de uma pesquisa na viragem do extraordinário Sínodo dos Bispos . Ele afirmou que a igreja deve voltar a se envolver com o divorciado recado e "assumir de forma construtiva e aprofundar a questão da possibilidade de readmissão nos sacramentos". Ele também disse que se uma parceria registrada promove lealdade e responsabilidade, a igreja não pode ignorar esse senso de responsabilidade.

### Agente de abuso
Em 25 de fevereiro de 2010, Ackermann foi nomeado pela Conferência Episcopal Alemã como Comissário do Abuso. Com o apoio de um escritório criado na Conferência Episcopal, ele é o ponto central de contato para todas as questões relacionadas ao abuso sexual de menores no setor da igreja na Alemanha. Em seu tempo anterior nesta função, as diretrizes para lidar com o abuso sexual de menores por parte do clero, pessoal religioso e outros funcionários na Conferência dos Bispos Alemães foram revistos. Do mesmo modo, um novo quadro para a prevenção do abuso sexual de menores na área da Conferência Episcopal Alemãno caminho.
Em março de 2012, Der Spiegel informou que Ackermann em sua diocese supostamente continuaria empregando sete pedófilos e sacerdotes parcialmente condenados como pastor. Isso foi criticado pelo pessoal da Igreja e as vítimas como insustentáveis. A Conferência Episcopal Alemã rejeitou este ponto de vista. Siga as diretrizes e envolva as pessoas envolvidas para um relatório forense em áreas sem contato com crianças e adolescentes. Pouco tempo depois, foi relatado que um sacerdote afetado tinha celebrado um serviço no qual também estavam presentes crianças da Comunhão. De acordo com a representação da diocese, isso era contrário às condições, já que o padre não sabia que neste serviço também as crianças se apresentariam.
Embora as diretrizes tenham provado a conta de Ackermann, ele ainda vê uma necessidade de esclarecimento na questão de saber se e como qualquer um pode continuar a trabalhar com credibilidade como sacerdote, se ele se tornou "abusador". Em 2013, as orientações serão novamente revistas, conforme anunciado em 2010. Por ocasião do Santo Robe Peregrinação 2012 em Trier para Ackermann defenderam um endurecimento das orientações. Ele gostaria de mudar a prática de persuadir os perpetradores condenados sob condições, pois expõe os pastores da Igreja Católica Romana a uma suspeita geral e desacredita seu trabalho.

## Publicações (seleção)
- Igreja como pessoa. Sobre a relevância eclesiológica da compreensão pessoal-simbólica da igreja. Echter, Würzburg 2001, ISBN 3-429-02302-5 .
- com Felix Genn (ed.): em ação para a igreja. Para o padre Johannes Günter Gerhartz SJ em relação amigável à conclusão de seu 75º ano de vida em 7 de novembro de 2001. Echter, Würzburg 2001, ISBN 3-429-02422-6 .
- Procure e encontre. Meditações bíblicas. Paulinus, Trier 2003, ISBN 3-7902-0183-9 .
- Liberdade religiosa em foco. Referências históricas e questões atuais. Conte-Verlag, St. Ingbert 2014, ISBN 978-3-95602-030-8 .
- Viver significa dar a si mesmo. Um companheiro durante a Quaresma e a Páscoa. Verlag Catholic Bibliography, Stuttgart 2016, ISBN 978-3-460-27188-3 .

## Literatura
- Stephan Kronenburg, Bruno Sonnen, Stefan Weinert: um de nós. Stephan Ackermann - Bispo de Trier. Paulinus-Verlag, Trier 2009, ISBN 978-3-7902-1635-6 .

## Links da Web
- Cheney, David M. «bishop» (em inglês). Catholic-Hierarchy.org
- Biografie auf der Website des Bistums Trier
- Interview mit Bischof Ackermann zum 25-jährigen Priesterjubiläum auf katholisch.de
- Ergebnisse einer Studie über forensische Profile von geistlichen Tätern, katholisch.de vom 7. Dezember 2012